# The Black Pony
The Black Pony war eine Pop-Rock-Band aus Berlin. Bekannt wurde sie durch die Reality-Show LAX – Follow the Black Pony auf VIVA und Nickelodeon.

## Geschichte

### Anfänge der Band
Vor der Gründung der Band war Eugen Flittner Kandidat in der 7. Staffel von Deutschland sucht den Superstar. Dort schied er im zweiten Recall aus, blieb aber mit dem damaligen Juroren und späterem Produzenten Volker Neumüller in Kontakt. Trevor Brown und Ryan Belitsky lernten sich im Sommer 2009 in einem Pop-Camp in Los Angeles kennen. Der Kontakt zu Eugen Flittner und Kevin Dollerschell kam über das Internet.
Die Band wurde im Sommer 2010 in Los Angeles gegründet. Sie wird neben Volker Neumüller auch von Michael Johnson produziert. Vom 6. Oktober bis zum 18. Dezember 2010 lief die Reality-Show LAX – Follow The Black Pony auf VIVA und Nickelodeon. Am 3. Dezember 2010 wurde die erste Single Boys Are Crazy, die von Lukas Hilbert, Michael Gerrard, Alexander Kronlund und Charlie Midnight geschrieben und produziert wurde, veröffentlicht, welche auf Platz 69 der deutschen Singlecharts einstieg. Am 25. Februar 2011 folgte die zweite Single Scars and Bruises, die Platz 72 der deutschen Singlecharts erreichte.
Am 18. März 2011 veröffentlichte die Band ihr erstes Studioalbum Launched in the Pool, das auf Platz 47 der deutschen Albencharts einstieg. Am Album haben Lukas Hilbert, Matthew Gerrard, Alexander Kronlund und Charlie Midnight mitgearbeitet. Einige Songs wurden von der Band selbst geschrieben. Zusätzlich befindet sich eine Coverversion von der am 23. April 2002 erschienenen Single California von Phantom Planet auf dem Album. Die erste Deutschland-Tour startete ebenfalls am 18. März 2011 und ging bis April 2011. Vom 20. bis 23. Mai 2011 war die Band in zwei Folgen der Telenovela Hand aufs Herz zu sehen. Vom 5. bis 19. August 2011 war die Band in fünf Folgen von Anna und die Liebe zu sehen. Der Song Goodbye Is Like Dying erreichte Platz 43 in den österreichischen Singlecharts.

### Zweites Studioalbum
Mitte August 2011 wurde bekanntgegeben, dass Belitsky wegen einer Krankheit und familiärer Probleme zurück nach Kanada gegangen sei. Noch ist unbekannt, ob er die Band endgültig verlässt. Der Produzent Michael Johnson, welcher bis 2004 bei der Band Natural Schlagzeug spielte, vertritt ihn zurzeit.
Die Band nahm den Titelsong Takin' Care of Things für den am 9. September 2011 gestarteten Film Phineas und Ferb – Quer durch die 2. Dimension auf. Am 26. September 2011 war die Band in einer Folge von Die Schulermittler zu sehen. Guy Chambers und Taio Cruz haben den Song Perfect Night geschrieben, der am 7. Oktober 2011 als erste Single des zweiten Albums erschien. Bei der Single handelt es sich um eine Coverversion der am 3. Juli 2011 erschienenen Single von Peter André. Die Single erreichte Platz 77 in den deutschen Singlecharts. Vom 13. Oktober 2011 bis zum 22. Januar 2012 war die Band auf ihrer zweiten Deutschland-Tour. Das zweite Studioalbum Take off erschien im März 2012.
Nach einem letzten Auftritt beim TAKKO-Fashion-Gig in der Petri-Schule in Thüringen gingen die Bandmitglieder ab Ende 2012 getrennte Wege. Trevor Brown ging aufgrund von Filmprojekten zurück nach Kalifornien, Eugen Flittner konzentrierte sich auf die Schule und Kevin Dollerschell beendete ein Praktikum.

## Bandmitglieder

### Letzte Besetzung
- Trevor Brown (* 15. Juni 1993 in Kalifornien)
- Eugen Flittner (* 29. April 1992 in Berlin)
- Michael Johnson (* 30. Juli 1982 in Orlando)
- Kevin Dollerschell (* 1. Januar 1992 in Berlin)

### Ehemalige Mitglieder
- Ryan Belitsky (* 17. Februar 1993 in Vancouver Island)

## Diskografie

### Alben
| Jahr | Titel                | Höchstplatzierung, Gesamtwochen, AuszeichnungChartsChartplatzierungen (Jahr, Titel, Platzierungen, Wochen, Auszeichnungen, Anmerkungen) | Anmerkungen                         |
| Jahr | Titel                | DE | Anmerkungen                         |
| ---- | -------------------- | --- | ----------------------------------- |
| 2011 | Launched in the Pool | DE47 (1 Wo.)DE | Erstveröffentlichung: 18. März 2011 |
| 2012 | Take Off             | — | Erstveröffentlichung: 23. März 2012 |

### Singles
| Jahr | Titel Album                                | Höchstplatzierung, Gesamtwochen, AuszeichnungChartplatzierungen (Jahr, Titel, Album, Platzierungen, Wochen, Auszeichnungen, Anmerkungen) | Höchstplatzierung, Gesamtwochen, AuszeichnungChartplatzierungen (Jahr, Titel, Album, Platzierungen, Wochen, Auszeichnungen, Anmerkungen) | Anmerkungen                                                                   |
| Jahr | Titel Album                                | DE | AT | Anmerkungen                                                                   |
| ---- | ------------------------------------------ | --- | --- | ----------------------------------------------------------------------------- |
| 2010 | Boys Are Crazy Launched in the Pool        | DE69 (2 Wo.)DE | — | Erstveröffentlichung: 3. Dezember 2010                                        |
| 2011 | Scars and Bruises Launched in the Pool     | DE72 (1 Wo.)DE | — | Erstveröffentlichung: 25. Februar 2011                                        |
| 2011 | Goodbye Is like Dying Launched in the Pool | — | AT43 (2 Wo.)AT | Erstveröffentlichung: 18. März 2011 nur Download                              |
| 2011 | Perfect Night Take off                     | DE77 (1 Wo.)DE | — | Erstveröffentlichung: 7. Oktober 2011 Coverversion der Single von Peter André |

### Gastauftritte in Alben anderer Künstler
- 2011: Takin’ Care of Things (Phineas und Ferb (Soundtrack); verschiedene Künstler)

## Filmografie
| Jahr | Serie                       | Rolle          | Episoden    |
| ---- | --------------------------- | -------------- | ----------- |
| 2010 | LAX – Follow the Black Pony | The Black Pony | 10 Episoden |
| 2011 | Hand aufs Herz              | The Black Pony | 2 Episoden  |
| 2011 | Anna und die Liebe          | The Black Pony | 5 Episoden  |
| 2011 | Die Schulermittler          | The Black Pony | 1 Episode   |
| 2012 | Schloss Einstein            |                | 2 Episoden  |

## Auszeichnungen & Nominierungen
| Tabellarische Übersicht der Auszeichnungen und Nominierungen | Tabellarische Übersicht der Auszeichnungen und Nominierungen | Tabellarische Übersicht der Auszeichnungen und Nominierungen | Tabellarische Übersicht der Auszeichnungen und Nominierungen | Tabellarische Übersicht der Auszeichnungen und Nominierungen |
| Jahr                                                         | Auszeichnung                                                 | Für                                                          | Kategorie                                                    | Resultat                                                     |
| ------------------------------------------------------------ | ------------------------------------------------------------ | ------------------------------------------------------------ | ------------------------------------------------------------ | ------------------------------------------------------------ |
| 2011                                                         | The Dome 57                                                  | The Black Pony & Peer Kusmagk                                | TV-Highlight (zusammen mit Peer Kusmagk)                     | Nominiert                                                    |
| 2011                                                         | The Dome 57                                                  | Scars and Bruises                                            | Bester Auftritt                                              | Gewonnen                                                     |
| 2011                                                         | Comet                                                        | The Black Pony                                               | Bester Durchstarter                                          | Gewonnen                                                     |
| 2011                                                         | The Dome 59                                                  | The Black Pony                                               | Boygroup, mit den besten Chancen in Deutschland              | Gewonnen                                                     |
| 2011                                                         | The Dome 59                                                  | Scars and Bruises                                            | Bester Auftritt 2011                                         | Nominiert                                                    |
| 2011                                                         | CMA Wild and Young Awards                                    | The Black Pony                                               | Beste Band                                                   | Nominiert                                                    |
| 2011                                                         | CMA Wild and Young Awards                                    | Boys Are Crazy                                               | Bestes Musikvideo                                            | Nominiert                                                    |
| 2011                                                         | CMA Wild and Young Awards                                    | Launched in the Pool                                         | Bestes Album                                                 | Gewonnen                                                     |
| 2012                                                         | Bravo Otto                                                   | The Black Pony                                               | Super-Band Pop                                               | Nominiert                                                    |